# Elecciones provinciales de Jujuy de 1991
Las elecciones generales de la provincia de Jujuy de 1991 tuvieron lugar el domingo 27 de octubre del mencionado año con el objetivo de renovar las autoridades provinciales para el período 1991-1995. Fueron las terceras elecciones desde la restauración de la democracia, así como los vigésimo primeros comicios provinciales jujeños desde la instauración del sufragio secreto en Argentina. Se debía elegir al Gobernador y al Vicegobernador, en fórmula única, y a 24 de los 48 escaños de la Legislatura Provincial. Se realizaron al mismo tiempo que las elecciones legislativas a nivel nacional.
Para la elección tanto de legisladores como de Gobernador y Vicegobernador se empleó por primera vez el sistema de doble voto simultáneo o "ley de lemas", en el que cada partido era un "lema" que podía presentar varias candidaturas "sublemas", las cuales superpondrían los votos al lema. El lema más votado sería el ganador, y el sublema más votado dentro de dicho lema resultaría electo, independientemente de que fuera o no la candidatura más votada. En esta ocasión, tan solo el Frente Justicialista (FJ), con seis sublemas, y el Movimiento Popular Jujeño (MPJ), con dos, presentaron más de un candidato. Los demás partidos solo disponían de un candidato por lema.
Humberto Salum, único candidato del lema de la Unión Cívica Radical (UCR), obtuvo la primera minoría de votos con el 24.73%. Sin embargo, el Frente Justicialista fue el lema más votado, logrando un 47.75%, con el sublema encabezado por Roberto Domínguez obteniendo el 18.04%, seguido de Guillermo Eugenio Snopek con el 14.49%. Annuar Jorge, del Movimiento de Unidad Renovadora, se presentó también dentro del lema justicialista y obtuvo el cuarto lugar en general con un 8.20%. Horacio Conesa Mones Ruiz, del partido Fuerza Republicana (FR), se presentó en solitario bajo una coalición con el Partido Federal (PF), logrando el 10.00% de los votos. Con respecto a los dos lemas del Movimiento Popular Jujeño, uno era encabezado por Pedro Figueroa y el otro por el exgobernador Horacio Guzmán, obteniendo el 7.61% y el 5.85% respectivamente. Los sublemas restantes del justicialismo y otras candidaturas menores recibieron el resto de los votos. De este modo, Domínguez resultó elegido gobernador. La participación fue del 74.83% del electorado registrado.
En el plano legislativo, el justicialismo logró 13 de las 24 bancas en disputa contra 6 del radicalismo, 3 del MPJ y 2 de Fuerza Republicana. Esto dejó a la legislatura con una mayoría absoluta de 26 escaños del Frente Justicialista, contra 11 de la Unión Cívica Radical, 7 del Movimiento Popular Jujeño y 4 de Fuerza Republicana. La participación en la elección legislativa fue ligeramente superior a la de la gubernativa, con un 75.08% del electorado registrado. Sin embargo, el voto no positivo fue notoriamente superior. Los cargos electos asumieron el 10 de diciembre.
Domínguez no completó su mandato constitucional debido a que renunció el 1 de junio de 1993 debido a la falta de apoyo político, dado que gran parte de la mayoría del PJ en la Legislatura se debía a otros sublemas distintos al suyo. Fue sucedido por el vicegobernador Carlos Ficoseco, quien tampoco logró llegar a término y renunció en abril de 1994. Oscar Perassi, presidente provisional de la Legislatura, ejerció como gobernador hasta el final del mandato.

## Contexto
La forzada unificación del Partido Justicialista jujeño con el fin de ganar las elecciones provinciales de 1987 bajo la candidatura de Ricardo de Aparici no duró mucho tiempo. Aunque en el marco electoral la división opositora facilitaba la continuidad en el gobierno del PJ, hegemónico en la provincia desde su creación, el propio partido sufría de fuertes crisis internas que afectaron no solo sus posibilidades electorales, sino también la gobernanza misma de la provincia. Simultáneamente, el PJ había perdido la mayoría parlamentaria ante el Movimiento Popular Jujeño (MPJ), y la Unión Cívica Radical (UCR), que empezaban a cooperar cada vez más entre sí en contra del gobierno provincial. El estallido de una severa hiperinflación en 1989 llevó a que el nuevo gobierno nacional, encabezado por Carlos Menem, implementara fuertes medidas de ajuste para disminuir el gasto público y controlar el aumento de los precios. Jujuy, con una economía fuertemente estatista en la que la inmensa mayoría de la población dependía del sector público, se vio atrozmente afectada por esta situación. Las privatizaciones a gran escala exigidas por el gobierno nacional, con el cual De Aparici estaba ideológicamente enfrentado, llevaron a despidos masivos, lo que provocó manifestaciones y protestas en toda la provincia. En medio de una crisis política y económica creciente, De Aparici se vio forzado a renunciar el 2 de noviembre de 1990, trece meses antes de la culminación de su mandato, asumiendo el vicegobernador Eduardo Alderete. La renuncia de De Aparici, si bien facilitó una mejor relación entre el gobierno provincial y el nacional, que comenzó a enviar fondos de emergencia para paliar la situación, no puso fin a la crisis económica ni ayudó a frenar la división del PJ. De cara a las siguientes elecciones, se preveía que el justicialismo podía, por primera vez, perder la gobernación.
A instancias de esta situación, el diputado provincial Guillermo Eugenio Snopek presentó a principios de 1991 un proyecto para instaurar el sistema de doble voto simultáneo o ley de lemas. Dicho sistema establecía que cada partido se presentaría como un "lema", que a su vez podía presentar varias candidaturas o "sublemas". Los votos de los sublemas irían a parar al lema, sin importar que un sublema de otro lema recibiera más votos. De este modo, el lema más votado resultaría triunfador y el candidato por el sublema más votado dentro de dicho lema resultaría electo. El nuevo sistema permitiría que las distintas facciones del PJ compitieran entre sí sin comprometer su hegemonía. Dado que este sistema permitía que un candidato ganara la elección sin ser precisamente el más votado, la iniciativa desató un fuerte rechazo de parte de la oposición e incluso de algunos sectores del oficialismo, que lo veían como una solución poco práctica a largo plazo. Sin embargo, dado que el Movimiento Popular Jujeño sufría también una crisis interna, entre el sector liderado por su fundador, el exgobernador Horacio Guzmán, y otro sector encabezado por Pedro Figueroa, parte del MPJ acabó apoyando la medida. El 30 de mayo de 1991, la ley se debatió en la legislatura. El principal postulado a favor fue que el nuevo sistema garantizaría la unidad de las fuerzas políticas concurrentes sin la necesidad de internas; mientras que en contra la oposición afirmó que se trataba de un "cambio en las reglas de juego" para favorecer al PJ. Al finalizar la sesión, la ley se sometió a votación, empatando con 22 votos a favor y 22 en contra. Fausto Navarro, en calidad de presidente provisional del cuerpo, desempató a favor, aprobando el nuevo sistema electoral.

## Reglas electorales
La elección se realizó conforme a la constitución provincial jujeña de 1986, con las modificaciones realizadas a la ley electoral el 30 de mayo de 1991. Dicha ley establecía, para la elección de gobernador:
- Mandato de cuatro años, sin posibilidad de reelección inmediata.
- Una sola vuelta electoral.
- Doble voto simultáneo.

Para la elección de la Legislatura Provincial, la ley electoral, así como la constitución de 1986, establecían:
- Mandato de cuatro años renovables.
- Representación proporcional por listas mediante sistema D'Hondt.
- Renovación escalonada por mitades cada dos años.

## Resultados

### Gobernador y Vicegobernador
|  | 37.77 % |

|  | 47.75 % |

|  | 30.33 % |

|  | 17.16 % |

|  | 8.45 % |

|  | 3.29 % |

|  | 3.00 % |

|  | 24.73 % |

|  | 56.56 % |

|  | 13.47 % |

|  | 43.44 % |

|  | 10.00 % |

|  | 1.75 % |

|  | 0.55 % |

|  | 0.53 % |

|  | 0.51 % |

|  | 0.41 % |

|  | 0.30 % |

|  | 96.30 % |

|  | 2.90 % |

|  | 0.80 % |

|  | 100.00 % |

|  | 74.83 % |

### Legislatura Provincial
| ← 1989 · Legislatura · 1993 →              | ← 1989 · Legislatura · 1993 →                 | ← 1989 · Legislatura · 1993 →      | ← 1989 · Legislatura · 1993 →      | ← 1989 · Legislatura · 1993 →      | ← 1989 · Legislatura · 1993 →      | ← 1989 · Legislatura · 1993 → | ← 1989 · Legislatura · 1993 → | ← 1989 · Legislatura · 1993 → | ← 1989 · Legislatura · 1993 → | ← 1989 · Legislatura · 1993 → | ← 1989 · Legislatura · 1993 → | ← 1989 · Legislatura · 1993 → |
| Lema                                       | Lema                                          | Sublema                            | Sublema                            | Sublema                            | Sublema                            | Lema                          | Lema                          | Lema                          | Lema                          | Lema                          | Lema                          | Lema |
| Lema                                       | Lema                                          | Sublema                            | Votos                              | %                                  | Bancas                             | Votos                         | %                             | Bancas obtenidas              | +/-                           | Bancas totales                | +/-                           | Electos |
| ------------------------------------------ | --------------------------------------------- | ---------------------------------- | ---------------------------------- | ---------------------------------- | ---------------------------------- | ----------------------------- | ----------------------------- | ----------------------------- | ----------------------------- | ----------------------------- | ----------------------------- | --- |
|                                            | Frente Justicialista Producción y Estabilidad | Rojo Federal                       | 33.397                             | 38.63                              | 5/24                               | 86.449                        | 47.11                         | 13/24                         | Sin cambios                   | 26/48                         | 2                             | Ver electos: - José Luis Martiarena - Eduardo Alderete - Fernando Ernesto Pacífico Arnedo - Renán Octavio Aparicio - Hugo Pizarro - Marcelo Quevedo Carrillo - Enrique Juan Hamity - Oscar Agustín Perassi - Nassib Dalmacio Fiad - Luis Héctor de la Zerda - Alberto Urbano Maidana - Pedro Teófilo Lozano - Miguel Valentín Ramos |
| Blanca Unidad                              | Frente Justicialista Producción y Estabilidad | 22.368                             | 25.87                              | 4/24                               |                                    | 86.449                        | 47.11                         | 13/24                         | Sin cambios                   | 26/48                         | 2                             | Ver electos: - José Luis Martiarena - Eduardo Alderete - Fernando Ernesto Pacífico Arnedo - Renán Octavio Aparicio - Hugo Pizarro - Marcelo Quevedo Carrillo - Enrique Juan Hamity - Oscar Agustín Perassi - Nassib Dalmacio Fiad - Luis Héctor de la Zerda - Alberto Urbano Maidana - Pedro Teófilo Lozano - Miguel Valentín Ramos |
| Movimiento de Recuperación de Jujuy        | Frente Justicialista Producción y Estabilidad | 17.131                             | 19.82                              | 3/24                               |                                    | 86.449                        | 47.11                         | 13/24                         | Sin cambios                   | 26/48                         | 2                             | Ver electos: - José Luis Martiarena - Eduardo Alderete - Fernando Ernesto Pacífico Arnedo - Renán Octavio Aparicio - Hugo Pizarro - Marcelo Quevedo Carrillo - Enrique Juan Hamity - Oscar Agustín Perassi - Nassib Dalmacio Fiad - Luis Héctor de la Zerda - Alberto Urbano Maidana - Pedro Teófilo Lozano - Miguel Valentín Ramos |
| 9 de Julio                                 | Frente Justicialista Producción y Estabilidad | 9.744                              | 11.27                              | 1/24                               |                                    | 86.449                        | 47.11                         | 13/24                         | Sin cambios                   | 26/48                         | 2                             | Ver electos: - José Luis Martiarena - Eduardo Alderete - Fernando Ernesto Pacífico Arnedo - Renán Octavio Aparicio - Hugo Pizarro - Marcelo Quevedo Carrillo - Enrique Juan Hamity - Oscar Agustín Perassi - Nassib Dalmacio Fiad - Luis Héctor de la Zerda - Alberto Urbano Maidana - Pedro Teófilo Lozano - Miguel Valentín Ramos |
| Movimiento de Solidaridad y Unidad Popular | Frente Justicialista Producción y Estabilidad | 3.783                              | 4.38                               | —                                  |                                    | 86.449                        | 47.11                         | 13/24                         | Sin cambios                   | 26/48                         | 2                             | Ver electos: - José Luis Martiarena - Eduardo Alderete - Fernando Ernesto Pacífico Arnedo - Renán Octavio Aparicio - Hugo Pizarro - Marcelo Quevedo Carrillo - Enrique Juan Hamity - Oscar Agustín Perassi - Nassib Dalmacio Fiad - Luis Héctor de la Zerda - Alberto Urbano Maidana - Pedro Teófilo Lozano - Miguel Valentín Ramos |
| Lista Marrón, Lista del Interior           | Frente Justicialista Producción y Estabilidad | 26                                 | 0.01                               | —                                  |                                    | 86.449                        | 47.11                         | 13/24                         | Sin cambios                   | 26/48                         | 2                             | Ver electos: - José Luis Martiarena - Eduardo Alderete - Fernando Ernesto Pacífico Arnedo - Renán Octavio Aparicio - Hugo Pizarro - Marcelo Quevedo Carrillo - Enrique Juan Hamity - Oscar Agustín Perassi - Nassib Dalmacio Fiad - Luis Héctor de la Zerda - Alberto Urbano Maidana - Pedro Teófilo Lozano - Miguel Valentín Ramos |
|                                            | Unión Cívica Radical                          | —                                  | —                                  | —                                  | —                                  | 44.700                        | 24.36                         | 6/24                          | 1                             | 11/48                         | 3                             | Ver electos: - Eduardo Marcelo Carrillo - Hilda Felisa Delgado - Miguel Giubergia - Manuel Ernesto Arias - Raúl Alberto García Goyena - Hugo Daniel Zamar |
|                                            | Movimiento Popular Jujeño                     | Movimiento de Renovación Cívica    | 13.509                             | 53.95                              | 2/24                               | 25.040                        | 13.65                         | 3/24                          | 1                             | 7/48                          | 1                             | Ver electos: - Hugo Dante Calderari - Hugo Antonio Manzur - María Mercedes del Valle Castro |
| Por Amor a Jujuy                           | Movimiento Popular Jujeño                     | 11.531                             | 46.05                              | 1/24                               |                                    | 25.040                        | 13.65                         | 3/24                          | 1                             | 7/48                          | 1                             | Ver electos: - Hugo Dante Calderari - Hugo Antonio Manzur - María Mercedes del Valle Castro |
|                                            | Fuerza Republicana Federal                    | —                                  | —                                  | —                                  | —                                  | 18.825                        | 10.26                         | 2/24                          | Sin cambios                   | 4/48                          | 2                             | Ver electos: - Nelso Fernando Ortiz - Gladys Inés D'Errico |
|                                            | Frente de la Fe (MRF-PDJ-PSP-PSD)             | —                                  | —                                  | —                                  | —                                  | 3.554                         | 1.94                          |                               |                               |                               |                               | |
|                                            | Partido Autonomista                           | —                                  | —                                  | —                                  | —                                  | 1.254                         | 0.68                          |                               |                               |                               |                               | |
|                                            | Partido Comunista                             | —                                  | —                                  | —                                  | —                                  | 1.101                         | 0.60                          |                               |                               |                               |                               | |
|                                            | Movimiento al Socialismo                      | —                                  | —                                  | —                                  | —                                  | 1.037                         | 0.57                          |                               |                               |                               |                               | |
|                                            | Frente Político y Social (PI-PH)              | —                                  | —                                  | —                                  | —                                  | 895                           | 0.49                          |                               |                               |                               |                               | |
|                                            | Movimiento de Integración y Desarrollo        | —                                  | —                                  | —                                  | —                                  | 648                           | 0.35                          |                               |                               |                               |                               | |
|                                            |                                               |                                    |                                    |                                    |                                    |                               |                               |                               |                               |                               |                               | |
| Votos válidos                              | Votos válidos                                 | Votos válidos                      | Votos válidos                      | Votos válidos                      | Votos válidos                      | 183.503                       | 89.21                         |                               |                               |                               |                               | |
| Votos en blanco                            | Votos en blanco                               | Votos en blanco                    | Votos en blanco                    | Votos en blanco                    | Votos en blanco                    | 13.573                        | 6.60                          |                               |                               |                               |                               | |
| Votos anulados                             | Votos anulados                                | Votos anulados                     | Votos anulados                     | Votos anulados                     | Votos anulados                     | 1.620                         | 0.79                          |                               |                               |                               |                               | |
| Diferencia de actas                        | Diferencia de actas                           | Diferencia de actas                | Diferencia de actas                | Diferencia de actas                | Diferencia de actas                | 6.996                         | 3.40                          |                               |                               |                               |                               | |
| Total de votos                             | Total de votos                                | Total de votos                     | Total de votos                     | Total de votos                     | Total de votos                     | 205.692                       | 100                           |                               |                               |                               |                               | |
| Votantes registrados/participación         | Votantes registrados/participación            | Votantes registrados/participación | Votantes registrados/participación | Votantes registrados/participación | Votantes registrados/participación | 273.959                       | 75.08                         |                               |                               |                               |                               | |
| Fuentes:                                   |                                               |                                    |                                    |                                    |                                    |                               |                               |                               |                               |                               |                               | |